# 701
701（七百一、七〇一、ななひゃくいち）は自然数、また整数において、700の次で702の前の数である。 

## 性質
- 701は126番目の素数である。1つ前は691、次は709。
  - 約数の和は702。
- 10進数表記において桁を逆に並べても素数となる21番目のエマープである。 1つ前は389、次は709。
- 70…01 の形の最小の素数である。次は7001。ただし挟まれた数は無くてもいいとすると最小は71。(オンライン整数列大辞典の数列 A101128)
- 各位の和が8になる43番目の数である。1つ前は620、次は710。
  - 各位の和が8になる数で素数になる10番目の数である。1つ前は521、次は1061。(オンライン整数列大辞典の数列 A062343)
- 1/701 は循環節の長さ700の循環小数になる。
  - 逆数が循環小数になる数で循環節が700になる最小の数である。次は1402。
  - 循環節が n − 1 である巡回数を作る45番目の素数である。1つ前は659、次は709。
- 701 = 100 × 7 + 1
  - n = 7 のときの 100n + 1 の値とみたとき1つ前は601、次は801。(オンライン整数列大辞典の数列 A158128)
    - 100n + 1 で表せる4番目の素数である。1つ前は601、次は1201。(オンライン整数列大辞典の数列 A062800)
- 701 = 52 + 262
  - 異なる2つの平方数の和で表せる209番目の数である。1つ前は698、次は706。(オンライン整数列大辞典の数列 A004431)
- 異なる3つの平方数の和8通りで表せる7番目の数である。1つ前は686、次は710。(オンライン整数列大辞典の数列 A025346)
- 701 = 43 + 53 + 83
  - 3つの正の数の立方数の和1通りで表せる90番目の数である。1つ前は694、次は713。(オンライン整数列大辞典の数列 A025395)
  - 3つの正の数の立方数の和で表せる22番目の素数である。1つ前は593、次は757。(オンライン整数列大辞典の数列 A007490)
  - 異なる3つの正の数の立方数の和1通りで表せる45番目の数である。1つ前は684、次は729。(オンライン整数列大辞典の数列 A025399)
  - 異なる3つの正の数の立方数の和で表せる10番目の素数である。1つ前は577、次は757。(オンライン整数列大辞典の数列 A122723)
  - n = 3 のときの 4n + 5n + 8n の値とみたとき1つ前は105、次は4977。(オンライン整数列大辞典の数列 A074563)
- 701 = 262 + 26 − 1 = 272 − 27 − 1
  - n = 26 のときの n2 + n − 1 の値とみたとき1つ前は649、次は755。(オンライン整数列大辞典の数列 A028387)
    - この形の17番目の素数である。1つ前は599、次は811。(オンライン整数列大辞典の数列 A002327)
- 701 = 54 + 3 × 52 + 1
  - x = 5 のときの フィボナッチ多項式 F5(x) = x4 + 3x2 + 1 の値とみたとき1つ前は305、次は1405。(オンライン整数列大辞典の数列 A057721)
- 701 = 54 + 43 + 32 + 21 + 10
  - n = 5 のときの {\displaystyle \sum _{k=1}^{n}k^{k-1}} の値とみたとき1つ前は76、次は8477。(オンライン整数列大辞典の数列 A060946)

## その他 701 に関連すること
- IBM 701は、IBMの商用コンピュータ。
- ThinkPad 701は、ノートパソコンThinkPadのモデルの一つ。
- NTTドコモの携帯電話端末。
  - D701i
  - D701iWM
  - N701i
  - N701iECO
  - P701iD
- 701系 - 701系、701形の鉄道車両
- 東映制作の映画『女囚さそりシリーズ』
  - 『女囚701号/さそり』
  - 『女囚さそり 701号怨み節』
  - 『新・女囚さそり 701号』
  - 『サソリ 女囚701号』
- 第七〇一海軍航空隊は、大日本帝国海軍の飛行隊。
  - 初代は、1942年（昭和17年）に美幌海軍航空隊から改称。
  - 二代は、1944年（昭和19年）に豊橋海軍航空隊から改称。
- ラホーヤ(USS La Jolla, SSN-701)は、アメリカ海軍の潜水艦。
- デジタル表示式時計やストップウォッチ等で出現する42番目の素数である。（例: 7:01、7分1秒 = 421秒も素数である。）1つ前は659、次は719。（参照オンライン整数列大辞典の数列 A118849）
- 讀賣テレビ放送、テレビ愛知のワンセグ放送のチャンネル番号。